# Sasha Cohen
Pour les articles homonymes, voir Cohen.
Sasha Cohen, née le 26 octobre 1984 à Westwood en Californie, est une patineuse artistique américaine.
Elle est la championne américaine 2006, championne de la finale du Grand Prix ISU 2002/2003, double médaillée d'argent aux championnats du monde (2004-2005) et médaillée d'argent aux Jeux olympiques de 2006.

## Biographie

### Vie personnelle
Cohen est née à Westwood, une banlieue de Los Angeles. Son surnom "Sasha" est le diminutif russe pour Alexandra. Sa mère, Galina Feldman, est une immigrante juive de l'Ukraine et une ancienne danseuse de ballet. Son père, Roger Cohen, est un américain juif travaillant comme consultant dans le milieu des affaires. Elle a une sœur cadette, prénommée Natalia.
Elle a été mariée à Tom May de 2016 à 2018. En septembre 2022, elle épouse Geoffrey Lieberthal à Aspen, Colorado. Ensemble, ils ont deux enfants : Dashiell Lev né en janvier 2020 et Paloma Jane née en août 2021.

### Carrière sportive

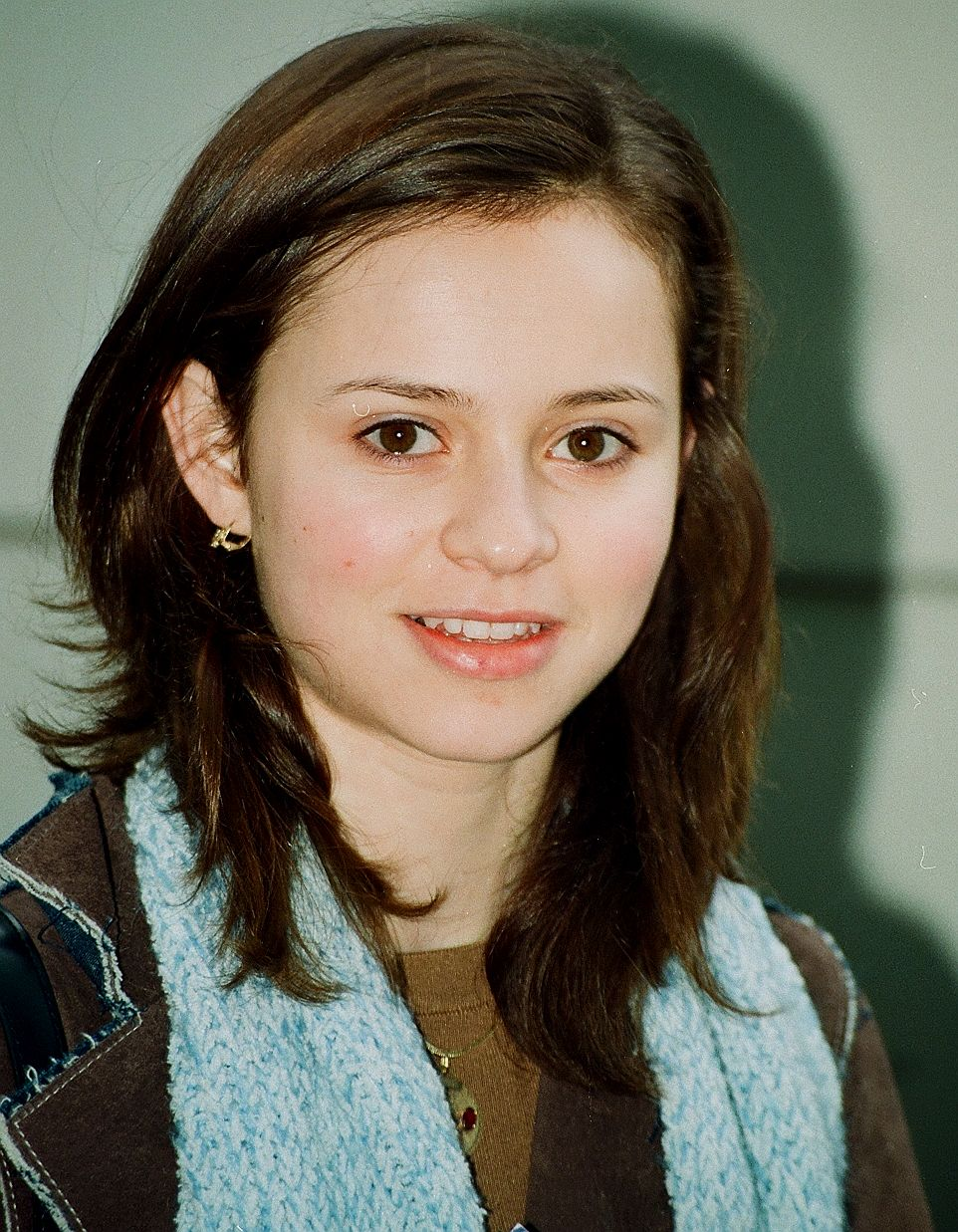
Sasha Cohen en 1996

Sasha Cohen a d'abord fait de la gymnastique, avant de se tourner vers le patinage artistique à l'âge de 7 ans. Ce n'est qu'à 10 ans qu'elle commence à s'entraîner sérieusement.
C'est aux championnats des États-Unis de 2000 qu'elle se fait remarquer. Tout juste sortie des rangs juniors, elle termine deuxième et se qualifie sur l'équipe qui ira aux championnats du monde. N'ayant pas l'âge minimal requis, une lacune dans les règlements à cette époque lui offre quand même la chance d'y participer à la condition qu'elle remporte une médaille aux championnats du monde junior. Par contre, elle termine 6e à ces championnats et perd ainsi son occasion d'aller aux championnats du monde senior.
Aux championnats des États-Unis de 2001, Cohen déclare forfait à cause d'une blessure. Elle est de retour en 2002 et obtient une deuxième médaille d'argent ainsi que son laissez-passer pour les Jeux olympiques de Salt Lake City, où elle termine 4e. Sa meilleure saison est la saison 2003/2004 où elle a remporté l'or à ses assignations au Grand Prix ISU et l'argent aux championnats des États-Unis et aux championnats du monde. En 2005, elle termine une nouvelle fois 2e aux championnats des États-Unis et aux championnats du monde.

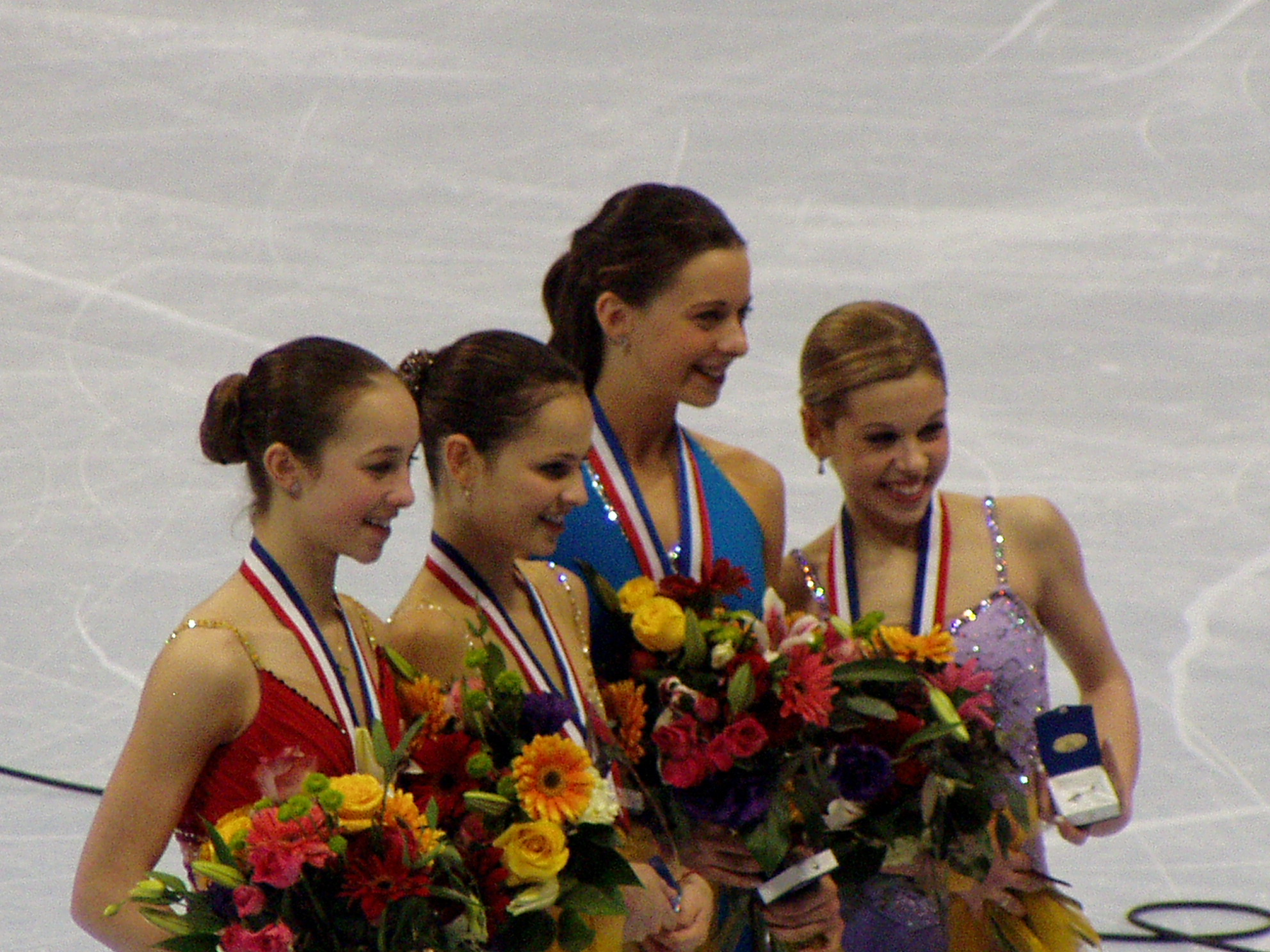
Sasha Cohen avec Kimmie Meissner, Emily Hughes et Katy Taylor aux championnats des États-Unis 2006.

En 2006, elle remporte l'or aux championnats des États-Unis, bien qu'incommodée par une grippe. Elle s'assure ainsi d'une place aux Jeux olympiques de Turin. Lors des Jeux, Cohen se classe première après le programme court, avec une mince différence de 0.03 points avec Irina Sloutskaïa. Par contre, une chute sur son premier triple Lutz et un touché de la glace avec ses mains lors de son deuxième saut ternissent son programme libre. Elle réussit tout de même à bien compléter son programme et se classe deuxième, à 7.98 points de la championne olympique, Shizuka Arakawa.
Aux championnats du monde 2006, Cohen se classe encore première après le programme court. Lors de son programme libre, elle chute sur son triple Salchow et ne complète qu'une seule combinaison de saut. Elle se classe 4e du libre, et remporte la médaille de bronze, à presque 10 points de la nouvelle championne du monde Kimmie Meissner. Malgré les fautes techniques, Cohen fut celle qui a démontré le meilleur niveau artistique en obtenant que des niveaux quatre pour ses pirouettes et spirales.

#### L'après Jeux olympiques de Turin
En avril 2006, Cohen a participé à divers spectacles et tournées dont Champions on Ice. Le 15 avril 2006, elle annonce son intention de participer aux Jeux olympiques de 2010. Toutefois, en décembre 2006, elle annonce qu'elle a besoin d'un temps d'arrêt et qu'elle ne défendra pas son titre national aux championnats des États-Unis 2007, mais que ses objectifs principaux sont toujours les championnats du monde de 2009 et les Jeux olympiques de 2010.
En 2007 et 2008, elle a continué à participer à divers spectacles et tournées, dont Stars on Ice.
Le 6 mai 2009, Sasha Cohen a annoncé qu'elle effectuerait un retour à la compétition à la saison 2009/2010. Elle était attendue au Trophée de France et à Skate America, mais n'a pas pu y participer en raison d'une blessure.
Cohen fait son retour à la compétition pour les championnats des États-Unis 2010. Une performance très solide de son programme court la place deuxième derrière Mirai Nagasu avec 69.63 points. Toutefois, son programme libre ne s'est pas aussi bien déroulé. Une performance émaillée d'erreurs la relègue à la quatrième place derrière les jeunes Rachael Flatt, Mirai Nagasu et Ashley Wagner et elle ne fut pas sélectionnée pour représenter les États-Unis aux Jeux olympiques de 2010. Elle a été désignée deuxième remplaçante de l'équipe américaine pour les Jeux olympiques et les championnats du monde.

### Changements d'entraîneur

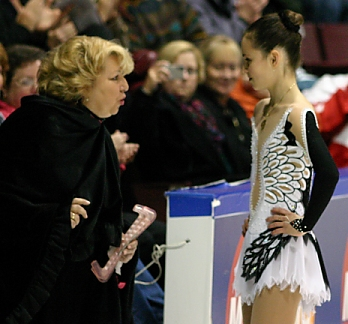
Sasha Cohen avec Tatiana Tarasova en 2003.

Sasha Cohen a été entraînée par John Nicks jusqu'à l'été 2002. Elle déménage ensuite à Simsbury pour s'entraîner avec Tatiana Tarasova, qui lui a chorégraphié son programme libre sur le Lac des cygnes. Sous l'entraînement de Tarasova, Sasha a amélioré ses séquences de pas et a réussi sa première combinaison de triple-triple, un triple Lutz-triple boucle. De plus, Cohen a réussi un premier programme libre sans faute lors de la qualification aux championnats du monde 2003.
En janvier 2004, elle change à nouveau d'entraîneur pour se joindre à Robin Wagner, qui fut l'entraîneur de Sarah Hughes lorsqu'elle a gagné l'or olympique en 2002. Cette association est de courte durée. En décembre 2004, elle revient en Californie pour s'entraîner avec son premier entraîneur, John Nicks. Nicks maîtrise bien le CoP (Code of Points) et il a grandement aidé Cohen à améliorer la difficulté de ses pirouettes, spirales et sauts.
En annonçant son retour le 6 mai 2009, Cohen précise qu'elle s'entraînera avec Rafael Arutunian. Toutefois, en novembre 2009, elle est retournée chez John Nicks.

### Remarques notables

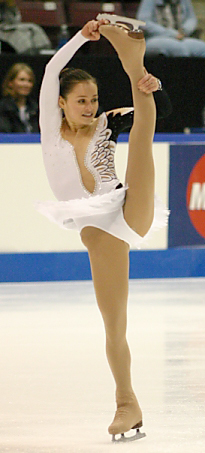
Sasha Cohen exécutant la I-spin en 2003.

Cohen a toujours été considérée comme une patineuse extrêmement talentueuse au niveau artistique, et l'une des plus douées de sa génération, bien qu'elle n'ait paradoxalement jamais réussi à s'imposer lors des Championnats du monde ou des Jeux olympiques, et à offrir deux programmes sans-faute de suite. Sa longue absence de la compétition pendant près de quatre ans renvoie alors l'image d'un formidable potentiel inexploité. Sa grande souplesse lors des spirales constitue sa principale signature. Elle est par ailleurs la première patineuse de l'histoire à obtenir des +3.00 pour ses spirales sous le nouveau système de notation de l'ISU. Elle est également reconnue pour ses positions difficiles et créatives durant ses pirouettes, telle que la I spin position qu'elle a popularisée et qui est aussi connue sous le nom de Sasha spin.

### Carrière d'actrice

#### Télévision
Cohen a tourné dans des publicités pour Citizen Watch, Simply Saline et Got Milk?. Elle est apparue dans le septième épisode de la deuxième saison de Projet Runaway, où les designers devaient relever le défi de créer une robe de patinage pour Cohen. La robe gagnante, créée par Zulema Griffin, n'allait pas du tout à Cohen et eut besoin de retouches. Sasha a également fait une apparition dans un épisode de la série Las Vegas pendant la saison 03 diffusé en mai 2006. Elle est aussi apparue dans l'épisode 3.12 des Experts : Manhattan, Silent Night. En avril 2008, elle apparut en tant que contorsionniste dans le premier épisode de Secret Talents of the Stars et atteignit les demi-finales. L'émission fut annulée après cet épisode. 

#### Cinéma
Cohen a joué le rôle de Fiona Hughes dans le film Moondance Alexander. À la cérémonie des Oscars 2006, Cohen a servi en tant que correspondante-invitée à l'émission Inside Edition. Cette expérience lui a permis de rencontrer Ben Stiller, où il lui fait part d'une idée de comédie sur le patinage artistique. En 2007, Sasha Cohen fait une apparition dans Les Rois du patin. Plus tard cette même année, Cohen a également tenu un rôle dans le film Bratz : In-sé-pa-rables !.

## Palmarès
| Compétition                   | 2000    | 2001    | 2002    | 2003    | 2004    | 2005    | 2006    | ... | 2010    |  |  |  |  |  |
| Jeux olympiques d'hiver       |         |         | 4e      |         |         |         | 2e      |     |         |  |  |  |  |  |
| Championnats du monde         |         |         | 4e      | 4e      | 2e      | 2e      | 3e      |     |         |  |  |  |  |  |
| Quatre continents             |         |         |         |         |         |         |         |     |         |  |  |  |  |  |
| Championnats des États-Unis   | 2e      | F       | 2e      | 3e      | 2e      | 2e      | 1re     |     | 4e      |  |  |  |  |  |
| Championnats du monde juniors | 6e      |         |         |         |         |         |         |     |         |  |  |  |  |  |
|                               |         |         |         |         |         |         |         |     |         |  |  |  |  |  |
| Grand Prix ISU                | 1999/00 | 2000/01 | 2001/02 | 2002/03 | 2003/04 | 2004/05 | 2005/06 | ... | 2009/10 |  |  |  |  |  |
| Finale du Grand Prix          |         |         |         | 1re     | 2e      |         |         |     |         |  |  |  |  |  |
| Skate America                 |         |         | 5e      |         | 1re     |         |         |     | F       |  |  |  |  |  |
| Skate Canada                  |         |         |         | 1re     | 1re     |         |         |     |         |  |  |  |  |  |
| Coupe d'Allemagne             |         | 5e      |         |         |         |         |         |     |         |  |  |  |  |  |
| Trophée de France             |         |         | 3e      | 1re     | 1re     |         | 2e      |     | F       |  |  |  |  |  |
| Coupe de Russie               |         | 4e      |         | 2e      |         |         |         |     |         |  |  |  |  |  |
| Légende : F = Forfait         |         |         |         |         |         |         |         |     |         |  |  |  |  |  |

Note : Sasha Cohen n'a pas fait de compétition durant les saisons 2006/2007, 2007/2008 et 2008/2009.

## Sources
- (en) Cet article est partiellement ou en totalité issu de l’article de Wikipédia en anglais intitulé « Sasha Cohen » (voir la liste des auteurs).